# Fopius subalternatae
Fopius subalternatae är en stekelart som först beskrevs av Vladimir Ivanovich Tobias 1998.  Fopius subalternatae ingår i släktet Fopius och familjen bracksteklar. Inga underarter finns listade i Catalogue of Life.